# Cantate voor de openingsceremonie van de Nationale tentoonstelling Aarhus 1909
Cantate voor de openingsceremonie van de Nationale tentoonstelling Aarhus 1909 (Deens: Kantate ved Aarhus Landsudstillings Aabningshojtidelighed 1909) is een compositie van Carl Nielsen en Emilius Bangert.
In de zomer van 1909 werd in Aarhus een "Nationale tentoonstelling" gehouden. Het libretto voor de openingsceremonie werd door burgemeester Ernst Christopher Lorentz Drechsel gegund aan L.C. Nielsen (1871-1930). Die raadde Drechsel aan om componist Carl Nielsen in te schakelen voor de muziek. Beide Nielsen hadden in 1908 een succes met de opvoeringen van het toneelstuk Willemoes, waarvoor de verdeling hetzelfde was. Carl Nielsen, drukbezet, zag er niets in en wilde er geen tijd voor vrijmaken. Hij vond een dergelijk stuk (en bijbehorende festiviteiten) niet passen bij zijn imago als serieus componist (denk daarbij aan festiviteiten, paardengehinnik, maaltijden nuttigen etc.). Nielsen adviseerde collega Fini Henriques, maar ook deze hield de boot af. Uiteindelijk nam Carl Nielsen in september 1908 toch de opdracht aan. Samen gingen zij op bezoek bij het terrein waar de tentoonstelling zou worden gehouden. Gedurende de periode daarna kwam L.C. Nielsen met steeds meer tekst waardoor Carl Nielsen qua tijd in de problemen kwam. Hij schakelde daarop zijn leerling Emilius Bangert in en samen kwamen ze tot het werk. Het werk werd daarbij eerlijk verdeeld, Nielsen schreef de secties 1, 5 en 6, Bangert 2, 3 en 7; gezamenlijk stonden ze voor deel 4. De naam Bangert, die vrijwel onbekend bleef, verdween langzaam uit de boeken, zo werd zijn naam bij de première op 18 mei 1909 niet vermeld.
De première stond onder leiding van Carl Nielsen zelf. Hij leidde het orkest dat samengesteld was uit leden van het Gemeentelijk orkest en Göteborg Symfonieorkest, dat de stad net aandeed. Solisten waren sopraan Johanne Krarup-Hansen, amateurbariton Grønlund en spreker acteur August Liebman; het koor dat uit 150 mannen en vrouwen bestond, werd gevormd door zangers van vijf lokale koren onder leiding van Arthur Allin (organist van de kathedraal). Die eerste uitvoering werd opgehouden door toespraken van diverse sprekers. Tussen de delen 2 en 3 hield Drechsel zijn toespraak, tussen 6 en 7 koning Frederik VIII van Denemarken. Alles liep dusdanig uit, dat er vooraf al in de cantate gesneden moest worden. Gebruikelijk voor dit soort gelegenheidsmuziek is dat ze slechts eenmaal uitgevoerd zou worden, maar in Kopenhagen wilde men de cantate ook beluisteren. Daar werd de leiding in handen gegeven aan Victor Bendix; de sopraanpartij werd gezongen door Margrethe Nielsen, vrouw van L.C. Nielsen; het was 25 april 1910. Bij deze uitvoering werd Bangert in ere hersteld. Daarna verdween het werk steeds verder van de lessenaars. Het werk ging de boeken in onder catalogusnummer 107 in de Carl Nielsen Werklijst van 2015 en catalogusnummer 54 in de lijst van Dan Fog uit 1965. Een opusnummer kreeg het echter nooit, omdat het werk nooit officieel werd uitgegeven. De enig beschikbare uitgave kwam van Det Kongelige Bibliotek. Er is slechts één opname van het werk bekend.
Opbouw van het werk:
- deel 1: sectie 1: Allegretto solemne (c-majeur)
- deel 1: sectie 2: Sostenuto (a-mineur)
- deel 2: sectie 3: Tempo giusto (A-majeur)
- deel 2: sectie 4: (geen aanduiding) (E-majeur)
- deel 2: sectie 5: Allegretto andantinoi (A-majeur)
- deel 2: sectie 6: Tempo giusto (G-majeur)
- deel 3: sectie 7: Allegro giusto (A-majeur)

Orkestratie:
- sopraan, bas, spreker
- gemengd koor (SATB)
- 3 dwarsfluiten (III ook piccolo), 2 hobo’s, 2 klarinetten, 2 fagotten
- 4 hoorns, 3 trompetten, 3 trombones, 1 tuba
- pauken
- violen, altviolen, celli, contrabassen